# Martín Almada
Martín Almada (Puerto Sastre, 30 de enero de 1937-Asunción, 30 de marzo de 2024) fue un abogado, pedagogo, escritor y poeta paraguayo. Ganador del Premio Nobel Alternativo en 2002 y activista por los derechos humanos en Paraguay durante la dictadura de Alfredo Stroessner.

## Biografía
Nació en Puerto Sastre, Departamento de Alto Paraguay, Paraguay, el 30 de enero de 1937. Se licenció en derecho en la Universidad Nacional de Asunción, lo que le permitió ejercer de abogado. Más adelante, se especializó como pedagogo. Fue además escritor, poeta y defensor de los derechos humanos. Ejerció como sindicalista y se destacó como líder del movimiento «Por un techo para cada educador», impulsado por la Federación de Educadores del Paraguay. Fundó y dirigió la Escuela Juan Bautista Alberdi, emplazada en la ciudad de San Lorenzo, Paraguay, institución educativa clausurada abruptamente en 1974 por orden de las autoridades de facto.
Ese mismo año, Almada defendió su tesis doctoral titulada Paraguay, Educación y Dependencia en la Universidad Nacional de La Plata, en Argentina. La obra fue calificada como «subversiva y terrorista» por la Policía Federal Argentina, lo que derivó en su aprehensión, reclusión arbitraria y sometimiento a tratos crueles, inhumanos y degradantes. Las prácticas de tortura incluyeron represalias indirectas contra su núcleo familiar, lo que resultó en el fallecimiento de su primera esposa a causa de un infarto provocado por la transmisión telefónica de los tormentos sufridos por Almada, a quien se le ordenó sepultarla en el patio de su vivienda por disposición del general Alfredo Stroessner.
Fue mantenido en calidad de preso político entre 1974 y 1977 en el establecimiento penitenciario de Emboscada, el cual operaba en ese periodo como un campo de concentración. Posteriormente se comprobó que su detención formaba parte de la estructura represiva transnacional conocida como Operación Cóndor.
A raíz de una huelga de hambre de 30 días, sumada a las gestiones diplomáticas y denuncias de múltiples organismos de derechos humanos, incluyendo Amnistía Internacional, fue liberado y obtuvo asilo en Panamá. Más adelante trabajó en organismos multilaterales, como la Unesco, y orientó sus acciones a la denuncia sistemática de las violaciones a los derechos humanos perpetradas por el régimen dictatorial de Stroessner.
Tras el derrocamiento del régimen en 1989, Almada regresó al país. Con el respaldo del juez José Agustín Fernández, el 22 de diciembre de 1992, en la ciudad de Lambaré, localizó los denominados Archivos del Terror: un acervo documental que evidencia las comunicaciones oficiales entre aparatos represivos de Paraguay y otras dictaduras del Cono Sur (Argentina, Brasil, Chile y Uruguay), como parte del andamiaje del Operativo Cóndor para la persecución y eliminación sistemática de opositores políticos.
Por su contribución a la verdad histórica y a la defensa de los derechos fundamentales, Almada fue distinguido con múltiples reconocimientos internacionales, entre ellas, el Premio Nobel Alternativo en 2002. Contrajo nuevas nupcias y lideró la Fundación Celestina Pérez de Almada, nombrada en honor a su primera esposa, fallecida como consecuencia de la tortura psicológica. Ejerció la abogacía, promoviendo procesos judiciales contra la familia Stroessner, e impulsó campañas vinculadas a la promoción de los derechos humanos, el desarrollo sustentable mediante el uso de energías renovables y la expansión del movimiento ecologista. Presidió el Movimiento Acuerdo Ecológico, que integró la Alianza Democrática Tricolor.

## Publicaciones
- Martín Almada (1978). Paraguay: la cárcel olvidada, el país en el exilio (en español, inglés e italiano). Asunción, Paraguay: MARBEN. p. 322. ISBN 978-99953-40-41-4.